# Florin Șerban
Florin Șerban (né le 21 janvier 1975  à Reșița) est un réalisateur roumain, dont le film Eu când vreau să fluier, fluier (If I Want to Whistle, I Whistle) remporte le grand prix du jury lors de la 60e édition du Festival international du film de Berlin en 2010.

## Biographie
Florin Șerban se voit doublement récompenser par l'Ours d'argent du grand prix du jury et du prix Alfred-Bauer lors de la 60e édition du Festival international du film de Berlin de 2010,. Le film est aussi sélectionné pour l'Oscar du meilleur film en langue étrangère à la 83e cérémonie des Oscars, mais n'est retenu sur la liste finale des nominations.
Son deuxième film, Box (2015) connaît sa première au Festival international du film de Karlovy Vary où il remporte le prix FIPRESCI/Prix de la Critique. Il est également présenté au Festival International du Film de Toronto 2015, ainsi que dans le cadre de dix autres festivals nationaux et internationaux.
Il est l’un des jeunes réalisateurs roumains à avoir connu le succès international pendant la première moitié des années 2010.

## Filmographie
- 2001 : Mecano - coproducteur - court-métrage
- 2002 : Jumătate de oraș face dragoste cu cealaltă jumătate - court-métrage
- 2010 : Eu când vreau să fluier, fluier (titre international : If I Want to Whistle, I Whistle)
- 2015 : Box
- 2016 : Omul care nu a spus nimic - court-métrage
- 2018 : Love 1. Dog

## Distinctions
| Année | Festival                                          | Prix                               | Catégorie                                                                | Nom de la personne ayant reçu le prix |
| ----- | ------------------------------------------------- | ---------------------------------- | ------------------------------------------------------------------------ | ------------------------------------- |
| 2010  | Berlinale                                         | L’Ours d’Argent                    | Grand prix du jury accordé à Florin Șerban                               | Florin Șerban                         |
| 2010  | Berlinale                                         | Prix Alfred-Bauer                  | Prix Alfred-Bauer accordé à Florin Șerban                                | Florin Șerban                         |
| 2010  | Festival international du film européen Cinedays  | Prix du meilleur réalisateur       | Meilleur réalisateur                                                     | Florin Șerban                         |
| 2010  | Festival international de Cleveland               | Prix du meilleur film est-européen | Meilleur film est-européen. Compétition de l’Europe centrale et de l’Est | Florin Șerban                         |
| 2010  | Festival international du film de Santa Barbara   | Prix du meilleur film est-européen | Meilleur film est-européen. Eastern Bloc Competition                     | Florin Șerban                         |
| 2010  | Festival international du premier film d'Annonay  | Prix du meilleur début             | Meilleur début. Compétition officielle                                   | Florin Șerban                         |
| 2010  | Festival International du Film de Zlin            | Prix du meilleur début             | Meilleur début. Compétition du début européen                            | Florin Șerban                         |
| 2010  | Festival international du film policier de Beaune | New Blood Prix                     | Best New Blood Competition                                               | Florin Șerban                         |
| 2010  | Festival international du film de Transylvanie    | Prix du meilleur film roumain      | Meilleur film roumain                                                    | Florin Șerban                         |
| 2011  | Prix Gopo                                         | Gopo                               | Meilleur réalisateur.                                                    | Florin Șerban                         |
| 2011  | Prix Gopo                                         | Gopo                               | Meilleur début (ro)                                                      | Florin Șerban                         |
| 2015  | Karlovy Vary International Film Festival          | Prix FIPRESCI .                    | Prix de la critique                                                      | Florin Șerban                         |
| 2018  | Festival international de Sarajevo                | Prix Cineuropa                     | Compétition officielle .                                                 | Florin Șerban                         |
| 2018  | Festival international de Sarajevo                | Prix Art Cinema.                   | Confédération internationale des cinémas d'art et d'essai                | Florin Șerban                         |

## Entretiens
- (ro) « INTERVIU Florin Șerban: „La Cluj am venit puști și am plecat bărbat” », sur adevarul.ro, 28 mars 2010.